# Rubina Leal
Rubina Maria Branco Leal Vargas (Funchal, Madeira, julho de 1966) é uma socióloga e política portuguesa, militante do Partido Social Democrata (PPD/PSD). Em 2025 tornou-se a primeira mulher a presidir à Assembleia Regional da Madeira.

## Biografia
Nasceu no Funchal, na ilha da Madeira, em julho de 1966. É licenciada em Sociologia pelo Instituto Superior de Ciências do Trabalho e da Empresa (ISCTE) e pós-graduada em Proteção de Menores pelo Centro de Direito de Família da Faculdade de Direito de Coimbra.
Iniciou a sua atividade profissional em 1989 no Instituto de Reinserção Social da Madeira, onde trabalhou até junho de 2001. Exerceu as funções de chefe de gabinete do ministro da República para a Região Autónoma da Madeira, entre junho de 2001 e julho de 2005. Foi dirigente da Liga Portuguesa contra o Cancro na Madeira.
Foi vereadora da Câmara Municipal do Funchal durante a presidência de Miguel Albuquerque, entre 2005 e 2013. Era responsável pelos pelouros da promoção e gestão habitacional, inclusão social, educação, juventude, gestão dos mercados municipais e fiscalização municipal. Pertenceu à Comissão Política Regional do PPD/PSD, donde saiu em rutura com Alberto João Jardim, presidente do Governo Regional e secção regional do PPD/PSD.
Entre outubro de 2013 e abril de 2015, exerceu funções de adjunta do diretor do Estabelecimento Prisional do Funchal para a área do tratamento prisional e cuidados de saúde.
Foi candidata à Assembleia Legislativa Regional pelo PPD/PSD nas eleições legislativas regionais de 2015 e foi eleita, mas não tomou posse até 2017, pois entretanto foi escolhida para o cargo de secretária (cargo paralelo ao de ministro num governo nacional) no Governo Regional.
Entre abril de 2015 e julho de 2017, foi secretária regional da Inclusão e Assuntos Sociais no governo presidido por Miguel Albuquerque. Deixou o cargo para ser cabeça-de-lista do Partido Social Democrata à Câmara Municipal do Funchal nas eleições autárquicas de 2017, nas quais ficou em segundo lugar (com 32,05% dos votos), ocupando até hoje o lugar de vereadora sem pelouros.
Depois de deixar o cargo de secretária regional e perder as eleições autárquicas, tomou o seu lugar de deputada regional, em outubro de 2017. Na Assembleia Regional, preside à Comissão Especializada Permanente de Educação, Desporto e Cultura.